# Municipio 6 Hot Springs
El municipio 6 Hot Springs (en inglés: Township 6 Hot Springs) es un municipio ubicado en el  condado de Madison en el estado estadounidense de Carolina del Norte. En el año 2010 tenía una población de 1.254 habitantes.

## Geografía
El municipio 6 Hot Springs se encuentra ubicado en las coordenadas 35°53′23.4″N 82°50′15.56″O / 35.889833, -82.8376556.